# Slovenië op het Eurovisiesongfestival 2009
Slovenië nam deel aan het Eurovisiesongfestival 2009 in Moskou, Rusland. Het was de 15de deelname van het land op het Eurovisiesongfestival. RTVSLO was verantwoordelijk voor de Sloveense bijdrage van de editie van 2098.

## Selectieprocedure
Om de kandidaat te selecteren die Slovenië zou vertegenwoordigen, werd er gekozen om een nationale finale te organiseren.
Er was eerst een halve finale met 14 artiesten waarvan er 8 doorgingen naar de finale. Samen met die 8 waren er ook reeds 6 automatische finalisten.
In de finale die gehouden werd op 1 februari 2009, werd de winnaar gekozen door een combinatie van jury en televoting.

### Halve finale
| Volgorde | Artiest                           | Lied               | Jury | Televoting |    | Totaal | Plaats |
| -------- | --------------------------------- | ------------------ | ---- | ---------- | -- | ------ | ------ |
| 1        | Nexys                             | "Vsaj za en dan"   | 3    | 1566       | 5  | 8      | 8      |
| 2        | Petra Slapar                      | "Skrivnost"        | 0    | 1054       | 1  | 1      | 13     |
| 3        | Lea Sirk                          | "Znamenje iz sanj" | 10   | 835        | 0  | 10     | 5      |
| 4        | Brigita Šuler                     | "Druga liga"       | 0    | 3074       | 10 | 10     | 6      |
| 5        | Ne me jugat & Slavko Ivančič      | "Kaj me briga"     | 5    | 2922       | 8  | 13     | 4      |
| 6        | Gianni Rijavec                    | "Gloria"           | 0    | 1333       | 4  | 4      | 11     |
| 7        | Aynee                             | "Zdaj vem"         | 0    | 896        | 0  | 0      | 14     |
| 8        | Krema                             | "Ob meni si"       | 4    | 1023       | 0  | 4      | 9      |
| 9        | Quartissimo feat. Martina Majerle | "Love Symphony"    | 12   | 3372       | 12 | 24     | 1      |
| 10       | Tadeja Molan & Retro Beat         | "Sanje"            | 1    | 893        | 0  | 1      | 12     |
| 11       | Bjonde                            | "Blond Power"      | 6    | 1312       | 3  | 9      | 7      |
| 12       | Karmen Stavec                     | "A si želiš"       | 7    | 2466       | 7  | 14     | 3      |
| 13       | Nuška Drašček                     | "Kako lepo"        | 8    | 2023       | 6  | 14     | 2      |
| 14       | Mitja                             | "Mission"          | 2    | 1144       | 2  | 4      | 10     |

### Finale
| Volgorde | Artiest                           | Lied                        | Jury | Televoting |    | Totaal | Plaats |
| -------- | --------------------------------- | --------------------------- | ---- | ---------- | -- | ------ | ------ |
| 1        | Lea Sirk                          | "Znamenje iz sanj"          | 5    | 1048       | 0  | 5      | 9      |
| 2        | Čuki                              | "Mal' naprej pa mal' nazaj" | 0    | 8411       | 10 | 10     | 7      |
| 3        | Quartissimo feat. Martina Majerle | "Love Symphony"             | 12   | 5089       | 7  | 19     | 1      |
| 4        | Omar Naber                        | "I Still Carry On"          | 8    | 7400       | 8  | 16     | 2      |
| 5        | Brigita Šuler                     | "Druga liga"                | 0    | 2301       | 0  | 0      | 13     |
| 6        | Ne me jugat & Slavko Ivančič      | "Kaj me briga"              | 6    | 3240       | 4  | 10     | 6      |
| 7        | Eva Černe                         | "Vse"                       | 1    | 2996       | 2  | 3      | 11     |
| 8        | Karmen Stavec                     | "A si želiš"                | 4    | 2815       | 1  | 5      | 10     |
| 9        | Alya & Rudi                       | "Zadnji dan"                | 7    | 4366       | 6  | 13     | 4      |
| 10       | Bjonde                            | "Blond Power"               | 2    | 1762       | 0  | 2      | 12     |
| 11       | Samuel Lucas                      | "Vse bi zate dal"           | 10   | 3037       | 3  | 13     | 3      |
| 12       | Nexys                             | "Vsaj za en dan"            | 0    | 2448       | 0  | 0      | 14     |
| 13       | Skupina Langa & Manca Spik        | "Zaigraj muzikant"          | 0    | 22294      | 12 | 12     | 5      |
| 14       | Nuška Drašček                     | "Kako lepo"                 | 3    | 3551       | 5  | 8      | 8      |

## In Moskou
In Rusland trad Slovenië aan als 10de in tweede halve finale , net na Denemarken en voor Hongarije.
Op het einde van de avond bleek dat ze niet in de enveloppen zaten en bleek dat ze 14 punten verzameld hadden, goed voor een 16de plaats. Dit was niet goed genoeg voor de finale.
België zat in de andere halve finale en Nederland had geen punten over voor deze inzending.

### Gekregen punten

#### Halve Finale 2
| 12 punten | 10 punten | 8 punten | 7 punten  | 6 punten |
| --------- | --------- | -------- | --------- | -------- |
|           |           |          | - Kroatië |          |
| 5 punten  | 4 punten  | 3 punten | 2 punten  | 1 punt   |
| - Servië  |           |          | - Albanië |          |

### Punten gegeven door Slovenië

#### Halve Finale 2
Punten gegeven in de halve finale:
| 12 punten | Servië       |
| 10 punten | Kroatië      |
| 8 punten  | Noorwegen    |
| 7 punten  | Albanië      |
| 6 punten  | Azerbeidzjan |
| 5 punten  | Denemarken   |
| 4 punten  | Griekenland  |
| 3 punten  | Moldavië     |
| 2 punten  | Ierland      |
| 1 punt    | Estland      |

#### Finale
Punten gegeven in de finale:
| 12 punten | Noorwegen             |
| 10 punten | Bosnië en Herzegovina |
| 8 punten  | Denemarken            |
| 7 punten  | Frankrijk             |
| 6 punten  | Kroatië               |
| 5 punten  | IJsland               |
| 4 punten  | Griekenland           |
| 3 punten  | Verenigd Koninkrijk   |
| 2 punten  | Albanië               |
| 1 punt    | Azerbeidzjan          |

| 12 punten | Noorwegen             |
| 10 punten | Frankrijk             |
| 8 punten  | Bosnië en Herzegovina |
| 7 punten  | Verenigd Koninkrijk   |
| 6 punten  | Denemarken            |
| 5 punten  | Griekenland           |
| 4 punten  | IJsland               |
| 3 punten  | Moldavië              |
| 2 punten  | Zweden                |
| 1 punt    | Armenië               |

| 12 punten | Bosnië en Herzegovina |
| 10 punten | Noorwegen             |
| 8 punten  | Kroatië               |
| 7 punten  | Albanië               |
| 6 punten  | Azerbeidzjan          |
| 5 punten  | Denemarken            |
| 4 punten  | IJsland               |
| 3 punten  | Griekenland           |
| 2 punten  | Estland               |
| 1 punt    | Verenigd Koninkrijk   |